# Custunaci
Custonaci là một đô thị ở vùng Sicilia, Italia, trong tỉnh Trapani.
Năm 2004, đô thị này có dân số 5013 người.